# Holmsvattentjärnen
Holmsvattentjärnen är en sjö i Bodens kommun i Norrbotten och ingår i Råneälvens huvudavrinningsområde. Holmsvattentjärnen ligger i Råneälven Natura 2000-område.